# Ostašov
Ostašov (deutsch Neudorf-Hostaschau) ist eine Gemeinde in Tschechien. Sie liegt sieben Kilometer südlich von Třebíč und gehört zum Okres Třebíč.

## Geographie
Ostašov befindet sich am Rande des Jarmeritzer Beckens (Jaroměřická kotlina) in einer hügeligen Teichlandschaft in Mähren. Nördlich erhebt sich die Klučovská hora (595 m), deren südlich vorgelagerte Kuppe Klučovský kopec als Naturschutzdenkmal geschützt ist. Im Süden liegt der Teich Panenka, im Südwesten der Brda.
Nachbarorte sind Kožichovice im Norden, Klučov im Nordosten, Dvůr Lhotka im Osten, Lipník im Südosten, Boňov und Ratibořice im Süden, Výčapy im Südwesten, Petrůvky im Westen sowie Střítež im Nordwesten.

## Geschichte
Das Dorf wurde zu Beginn des 18. Jahrhunderts auf dem Kataster von Lipník gegründet und 1716 erstmals als Neudorf urkundlich erwähnt. Neudorf entstand auf den Fluren des seit 1653 erloschenen befestigten Hofes Lhota. An der Stelle der Einschicht Dvůr Lhotka befand sich das Dorf Lhota u Lipníka, das im Dreißigjährigen Krieg zerstört und seit 1637 als wüst bezeichnet wurde.
Nach der Ablösung der Patrimonialherrschaft bildete der im 19. Jahrhundert als Ostašov, Hostašov, Hostešov, Osteschau, Neudorf bzw. Hostaschau bezeichnete Ort ab 1850 einen Ortsteil der Gemeinde Lipník im Bezirk Moravský Krumlov. Südlich des Dorfes bestand oberhalb des Panenka-Teiches mit dem 8,5 ha großen Jezero ein weiterer Fischteich, der in der zweiten Hälfte des 19. Jahrhunderts abgelassen wurde. 1869 lebten in den 29 Häusern von Ostašov 189 Menschen. Im Jahre 1900 hatte der Ort 176 Einwohner. 1919 entstand die politische Gemeinde Ostašov. Seit 1948 gehört die Gemeinde zum Okres Třebíč. 1961 lebten in der Gemeinde 185 Menschen. 2001 bestand Ostašov aus 45 Häusern, von denen 40 zu Wohnzwecken dienten, und hatte 131 Einwohner. Das Dorf ist bäuerlich geprägt.

## Sehenswürdigkeiten
- Klučovský kopec, der 560 m hohe Hügel ist seit 1982 auf einer Fläche von 0,72 ha als Naturdenkmal (přírodní památka) geschützt. Auf der mit Wiesen bestandenen Kuppe befindet sich eine Population der Wiesen-Kuhschelle.

## Gemeindegliederung
Für die Gemeinde Ostašov sind keine Ortsteile ausgewiesen.